# Torsten Kerl
Torsten Kerl (* 21. Oktober 1967 in Gelsenkirchen) ist ein deutscher Opern- und Konzertsänger. Der Tenor gehört zu den gefragtesten Sängern seines Fachs und erlangte Bekanntheit mit der Paraderolle des Paul in der Oper „Die tote Stadt“ von Erich Wolfgang Korngold.

## Werdegang
Seine musikalische Laufbahn begann Torsten Kerl als Orchester- und Solo-Oboist. Es folgte eine Sänger-Ausbildung, nach deren Abschluss Kerl in wichtigen Opernhäusern und Konzertsälen, wie etwa in Wien, New York und Mailand gastierte. Auch bei großen Festivals, wie etwa den Bayreuther Festspielen und den Salzburger Festspielen stand er auf der Bühne.
Das deutsche Fach ist ein besonderer Repertoire-Schwerpunkt dieses Tenors. So gehört er weltweit zu den wenigen Tenören, die neben zahlreichen anderen Rollen seines Genres regelmäßig fast alle großen Wagner–Partien interpretieren. So sang er etwa die Partien des Siegmund, Erik, Parsifal und Lohengrin beim Edinburgh Festival, 2007 den Stolzing in Japan, im Sommer 2009 den Tristan in Glyndebourne, im Herbst 2009 den Rienzi an der Deutschen Oper Berlin und 2011 den Siegfried an der Opéra Bastille in Paris.
Torsten Kerl ist seit 8. August 1997 mit der Mezzosopranistin Elena Batoukova-Kerl verheiratet, mit der er auch schon mehrmals gemeinsam aufgetreten ist. Das Ehepaar Kerl lebt mit der gemeinsamen Tochter Lisa in Essen.

## Repertoire (Auswahl)

### Oper und Operette
- Pedro in Tiefland von Eugen d’Albert
- Florestan in Fidelio von Ludwig van Beethoven
- Don José in Carmen von Georges Bizet
- Wladimir in Fürst Igor von Alexander Porfirjewitsch Borodin
- Laca Klemeň und Števa Buryja in Jenůfa von Leoš Janáček
- Max in Jonny spielt auf von Ernst Krenek
- Turiddu in Cavalleria rusticana von Pietro Mascagni
- Idomeneo in Idomeneo von Wolfgang Amadeus Mozart
- Tamino in Die Zauberflöte von Wolfgang Amadeus Mozart
- Benjamin Franklin Pinkerton in Madama Butterfly von Giacomo Puccini
- Dick Johnson alias Ramerrez in La fanciulla del West von Giacomo Puccini
- Mario Cavaradossi in Tosca von Giacomo Puccini
- Samson in Samson et Dalila von Camille Saint-Saëns
- Alfred in Die Fledermaus von Johann Strauss
- Apollo und Leukippos in Daphne von Richard Strauss
- Bacchus in Ariadne auf Naxos von Richard Strauss
- Menelas in Die ägyptische Helena von Richard Strauss
- Der Kaiser in Die Frau ohne Schatten von Richard Strauss
- Hermann in Pique Dame von Pjotr Iljitsch Tschaikowski
- Otello in Otello von Giuseppe Verdi
- Erik in Der fliegende Holländer von Richard Wagner
- Parsifal in Parsifal von Richard Wagner
- Lohengrin in Lohengrin von Richard Wagner
- Walther von Stolzing in Die Meistersinger von Nürnberg von Richard Wagner
- Siegmund in Die Walküre von Richard Wagner
- Tannhäuser in Tannhäuser und der Sängerkrieg auf Wartburg von Richard Wagner
- Tristan in Tristan und Isolde von Richard Wagner
- Siegfried in Siegfried und Götterdämmerung von Richard Wagner

### Konzert
- Beethoven: Missa solemnis in D-Dur op. 123 und 9. Sinfonie in d-Moll op. 125
- Berlioz: Requiem op. 5 und Te Deum op. 22
- Bruckner: Te Deum C-Dur WAB 45 und Messen
- Dvořák: Requiem op. 89, Te Deum op. 103 und Messen
- Haydn: Die Schöpfung Hob. XXI:2 und Die Jahreszeiten Hob. XXI:3
- Händel: Messiah HWV 56
- Janáček: Glagolitische Messe
- Liszt: Faust-Sinfonie
- Mahler: 8. Sinfonie und Das Lied von der Erde
- Mendelssohn Bartholdy: Elias MWV A 25
- Mozart: Requiem KV 626 und Messen
- Saint-Saëns: Oratorio de Noël op. 12
- Schönberg: Gurre-Lieder
- Spohr: Die letzten Dinge WoO 61
- Schubert: Messen
- Verdi: Messa da Requiem

### Lied
- Beethoven: An die ferne Geliebte op. 98
- Mussorgski: Lieder und Tänze des Todes
- Schubert: Die schöne Müllerin op. 25, D. 795 und Winterreise op. 89, D 911
- Schumann: Dichterliebe op. 48
- Wagner: Wesendonck-Lieder
- diverse Lieder von Brahms, Grieg, Korngold, Mahler, Rachmaninoff, Richard Strauss, Tschaikowski und Wolf.

## Auszeichnungen
- 2000: Die Aufnahme „Doktor Faust“ von Ferruccio Busoni, in der Torsten Kerl mitgewirkt hat, wurde mit dem Grammy Award für die „Beste Opernaufnahme“ ausgezeichnet.

## Diskografie (Auswahl)
- Ausschnitte aus den wichtigsten Partien im deutschen Fach (Beethoven–Weber–Wagner–Strauss–Korngold) auf Audio-CD bei OehmsClassics
- Erich Wolfgang Korngold: „Die tote Stadt“ auf 2 CDs bei ORFEO International
- Richard Wagner: „Die Meistersinger von Nürnberg“ auf 4 CDs bei Teldec 3984-29333-2
- Wolfgang Amadeus Mozart: „Don Giovanni“ auf 3 CDs bei Naxos 8.660080-82
- Giuseppe Verdi: „Alzira“ auf 2 CDs bei Philips Classics 028946462829
- Ferruccio Busoni: „Doktor Faust“ auf 2 CDs bei Erato Records